# Francisco José Antonio Millau y Merlos
Francisco José Antonio Millau y Merlos fue un marino español de origen porteño que combatió en Trafalgar y alcanzó altos grados en la Real Armada de España.

## Biografía
Francisco José Antonio Millau y Merlos nació en Buenos Aires, hijo del entonces capitán de fragata y futuro jefe de escuadra, Francisco Millau Marabal y de una porteña.
Su padre había sido comisionado por el marqués de la Ensenada para participar de la Comisión de Límites con Portugal en la América española. En el Río de la Plata cartografió las regiones geográficas afectadas, hoy parte de las repúblicas de Paraguay, Argentina y Uruguay, lo que volcó en su obra Descripción de la Provincia del Río de la Plata.
El 21 de febrero de 1777 ingresó a la Real Armada con el grado de guardiamarina.
En diciembre de ese año fue asignado al navío San Eugenio. Alcanzó el cargo de ayudante de la Compañía de Guardiamarinas.
En julio de 1785 se encontraba embarcado en el navío San Felipe. Tras arribar a Cádiz, se trasladó a Madrid iniciando en mayo de 1787 los cursos de estudios mayores, que finalizó en febrero de 1789.
Hasta 1801 revistó en una veintena de buques como oficial subalterno y comandante, llegando a desempeñarse como  jefe de división naval.
Destinado a la escuadra surta en el puerto militar de Brest, en febrero de 1805 fue asignado como tercer comandante del Santa Ana, con el que participó en la batalla de Trafalgar al mando del capitán de navío Gardoqui, con la insignia del almirante de la Armada Ignacio de Álava. Durante la lucha enfrentó en combate singular al HMS Royal Sovereign, navío de tres puentes del vicealmirante Collingwood, que tras la batalla tuvo que ser remolcado con graves averías a Gibraltar, mientras Collingwood tuvo que trasladar su insignia a la fragata HMS Euralyus. El Santa Ana también sufrió graves daños: tuvo 97 muertos y 141 heridos y quedó desarbolado. Fue apresado por los británicos pero recuperado días después por los navíos que salieron de Cádiz, pudiendo llegar a dicha ciudad remolcado por la fragata francesa Tethis.
En noviembre de ese año fue ascendido a capitán de navío y en 1815 a brigadier de la Real Armada.
Falleció el 12 de diciembre de 1831 cuando se desempeñaba como comandante militar del tercio naval de Barcelona.